# Características mendelianas em humanos

Autossómica dominante

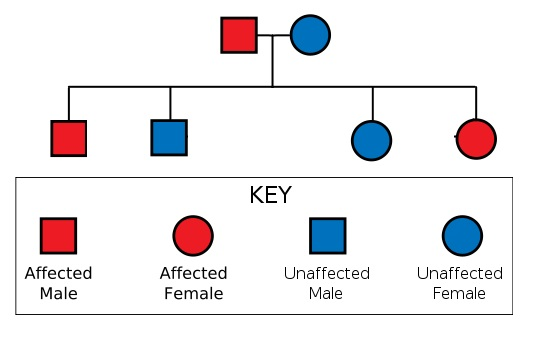
Probabilidade de herança de 50/50.

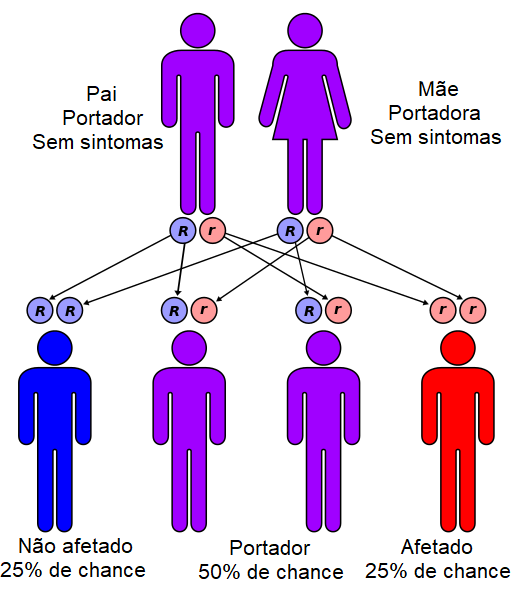
A anemia falciforme é herdada no padrão autossómico recessivo. Quando ambos os pais são portadores de anemia falciforme, os seus filhos têm 25% de probabilidade de possuírem a doença (ícone vermelho), 25% não terem nenhum alelo falciforme (ícone azul) e 50% de serem heterozigóticos para a doença (portadores).

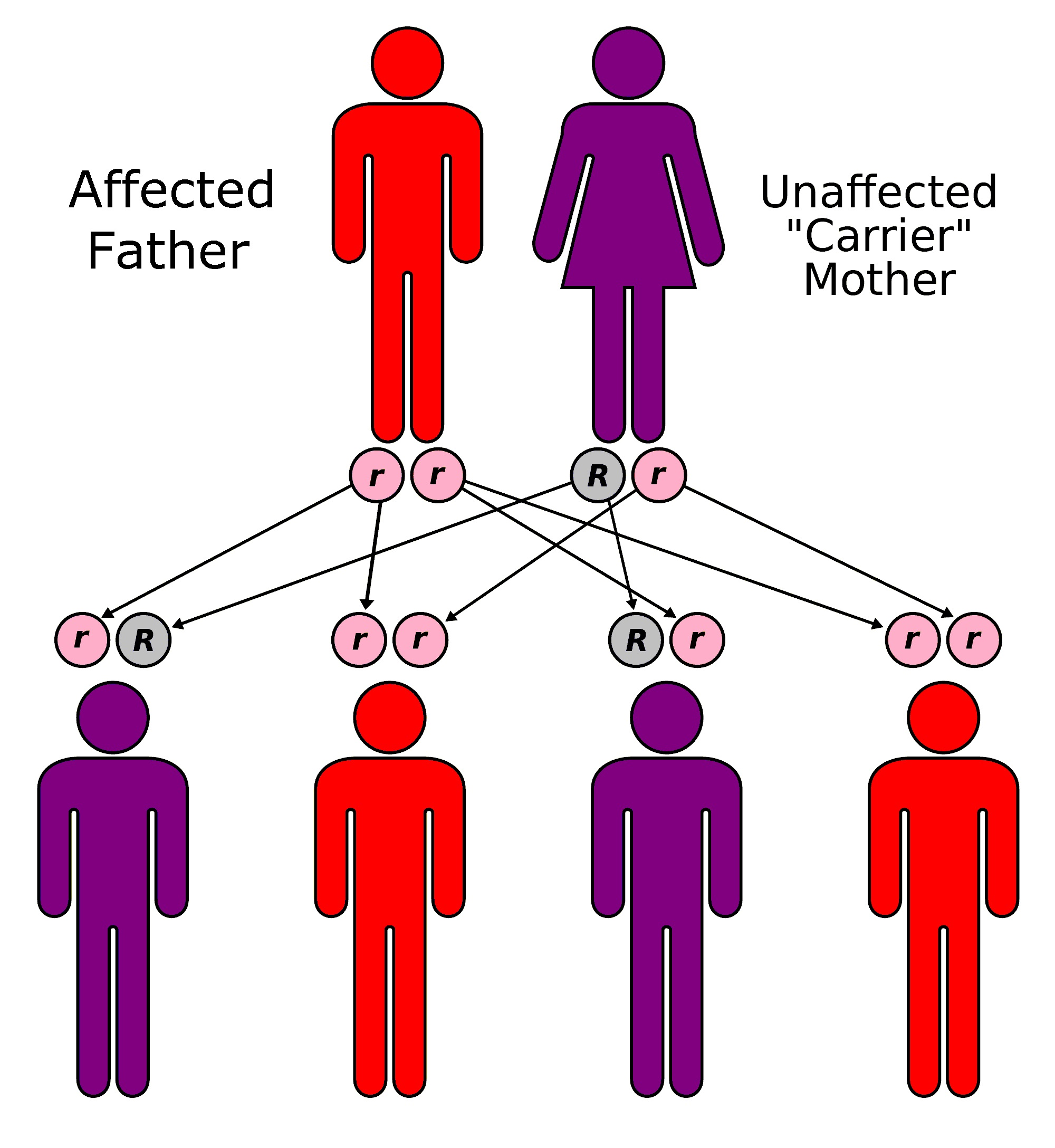
Se um dos pais tem anemia falciforme e o outro é portador heretozigótico, os seus desdendentes terão 50% de probabilidade de terem anemia falciforme e 50% de probabilidade de serem portadores saudáveis.

Um exemplo da herança codominante de alguns dos quatro grupos sanguíneos.

As características mendelianas em humanos são características com transmissão genética mendeliana. Para estas características, o fenótipo depende da zigosidade.  Uma criança que recebe um alelo dominante de ambos os pais - homozigótico dominante- terá como fenótipo a forma dominante da característica. As crianças que recebem o alelo recessivo de ambos os pais - homozigóticos recessivos - terão o fenótipo recessivo. Aqueles que recebem um alelo dominante de um dos pais e um alelo recessivo do outro - heterozigóticos - terão a forma dominante da característica. As características com transmissão puramente mendelianas representam uma pequena fração de todas as características humanas, uma vez que a maioria exibe dominância incompleta, codominância ou Hereditariedade poligénica.
O fenótipo recessivo pode não se manifestar durante várias gerações, sendo no entanto transmitido por indivíduos "portadores" heterozigóticos. No entanto, quando um indivíduo portador tem filhos com alguém que também é portador, ambos os alelos recessivos dos pais podem ser transmitidos para um filho que manifestará assim o fenótipo recessivo.

## Exemplos
Embora não sejam muito frequentes, existem algumas características humanas com hereditariedade do tipo Mendeliana.
Um exemplo dessas características é o tipo de cerúmen (popularmente designado por cera) que produzimos nos ouvidos que em algumas pessoas é seco e noutras pessoas é húmida. Esta característica é determinada pelo geno gene ABCC11 (relacionado também com o odor das axilas), para o qual foram detetados dois alelos que diferem por um polimorfismo de nucleotídeo único. O alelo recessivo resulta na produção de cerúmen seco e é mais frequente em populações asiáticas ou de nativos americanos. O alelo dominante resulta na produção de cerúmen húmido e é frequente em populações europeias e africanas.
Outros exemplos de características mendelianas nos humanos incluem:
- Albinismo (recessivo) [3] :53
- Acondroplasia [3]
- Alcaptonúria [3]
- Telangiectasia de ataxia [3]
- Braquidactilia (falta de dedos das mãos e pés) [3]
- Daltonismo [3]  ( monocromatismo, dicromatismo, tricromatismo anômalo, tritanopia, deuteranopia, protanopia )
- Fibrose cística [3]
- Distrofia muscular de Duchenne [3]
- Ectrodactilia  [carece de fontes?]
- Síndrome de Ehlers-Danlos [3]
- Doença de Fabry [carece de fontes?]
- Galactosemia [3]
- Doença de Gaucher  [carece de fontes?]
- Hemofilia [3]
- Síndrome hereditária do câncer de mama e ovário  [carece de fontes?]
- Câncer colorretal hereditário sem polipose  [carece de fontes?]
- Hemocromatose hereditária por HFE
- Doença de Huntington [3]
- Hipercolesterolemia [3]
- Doença de Krabbe  [carece de fontes?]
- Persistência da lactase (dominante) [carece de fontes?]
- Neuropatia óptica hereditária de Leber [carece de fontes?]
- Síndrome de Lesch-Nyhan [3]
- Síndrome de Marfan [3]
- Doença de Niemann – Pick  [carece de fontes?]
- Fenilcetonúria [3]
- Porfiria [3]
- Retinoblastoma [carece de fontes?]
- Doença falciforme [3]
- Síndrome de Sanfilippo  [carece de fontes?]
- Doença de Tay – Sachs [3]